# عاهم (كشر)

تعديل مصدري - تعديل

عاهم هي إحدى قرى عزلة عاهم بمديرية كشر التابعة لمحافظة حجة، بلغ تعداد سكانها 828 نسمة حسب تعداد اليمن لعام 2004.